# Barmer Artikel
Als Barmer Artikel wurden seit dem 18. Jahrhundert Kurzwaren wie Litzen, Bänder, Kordeln aus der Textilindustrie der Stadt Barmen (heute Stadtteil von Wuppertal) bezeichnet, die in alle Teile der Welt exportiert wurden.

## Geschichte
Die Herstellung von Textilien und deren Bleichung ist im Wuppertal seit dem Jahr 1450 belegt. Insbesondere das Bleichen der Garne mit Wupperwasser auf den Talwiesen und das anschließende Färben begründeten die Entwicklung einer reichhaltigen Textilindustrie, die die beiden Nachbarorte Barmen und Elberfeld im Wuppertal zum ersten Industriezentrum Deutschlands machte. 1549 wurde urkundlich in einem Vertrag zwischen Schwelm und Elberfeld das „Lindtwirken“, also das Weben von Bändern, erwähnt. Im Jahr 1527 verlieh Herzog Johann III. von Jülich-Cleve-Berg den Bewohnern der Freiheit Elberfeld und den Barmern das Privileg der Garnnahrung, also das ausschließliche Recht im Herzogtum Berg Garne und Tücher zu färben, weben und zu wirken. Um 1610 wurden vier Sorten Bänder produziert.
Neben Garnen und Tüchern wurden zu Beginn des 18. Jahrhunderts Spitzen, Lingetten und Schnürriemen hergestellt, um 1750 folgte die Mechanisierung der Textilherstellung mittels der ersten von Hand angetriebenen Flechtmaschinen, den sogenannten Riemengängen, die ab 1780 mit Wasserkraft betrieben wurden. Tausende von Klöppelmaschinen, Band- und Webstühlen folgten und in zahlreichen Heimarbeitsplätzen, Manufakturen und später Fabriken wurden bis Mitte des 20. Jahrhunderts Textilien aller Art hergestellt, vor allem aber Bänder, Litzen, Riemen, Kordeln und andere Flechtartikel.
Die Produkte umfassten das gesamte Spektrum von Fallhammertreibriemen aus Kamelhaargarn für die Schwerindustrie bis zum Dekorationsband für die Erzeugnisse der Süßwarenindustrie, vom Gurtband bis zu den gummielastischen Artikeln, die in der Miederindustrie oder Trikotagenindustrie ihre Verwendung finden, vom Hohlschlauch bis zum Schnürsenkel, vom Reißverschlussband bis zu den Webetiketten, von der Hutlitze bis zur maschinengeklöppelten Spitze. Diese in alle Welt exportierten Produkte besaßen insbesondere im 19. Jahrhundert als Barmer Artikel einen weltweiten Bekanntheitsgrad.